# باشگاه فوتبال استوک‌پورت کانتی
باشگاه فوتبال استوک‌پورت کانتی (به انگلیسی: Stockport County Football Club) یک باشگاه فوتبال در شهر استوک‌پورت، کشور انگلستان است که در سال ۱۸۸۳ میلادی تأسیس شده‌است.